# Dedicado a Max
"Dedicado a Max" (traduzindo do espanhol: "Dedicado ao Max") é o quinto episódio da quinta temporada da série de televisão norte-americana de drama Better Call Saul, derivada de Breaking Bad, e o quadragésimo quinto da série em geral. Foi dirigido por Jim McKay e teve o seu roteiro escrito por Heather Marion. A transmissão original estadunidense do episódio ocorreu na noite de 16 de março de 2020 através da rede de televisão AMC. Fora dos Estados Unidos, o episódio estreou no serviço de streaming da Netflix em vários países.

## Enredo
Mike acorda em um rancho nos arredores da fronteira com o México. O local pertence a Gus e dentro da propriedade tem uma fonte dedicada a Maximino Arciniega. Mike descobre que seu ferimento de faca foi tratado pelo Dr. Barry Goodman, que o aconselha a passar a semana por ali sob os cuidados da Sra. Cortazar antes de tentar retornar à Albuquerque. Mike modifica seu celular e liga para Gus para saber quais são suas intenções, porém Gus diz que aquela não era uma boa hora e desliga. Dias depois, Gus vai pessoalmente até o rancho e pede a ajuda de Mike. Mike se recusa a se tornar um "assassino de aluguel" e se envolver em matanças para promover a guerra de Gus contra os Salamancas. Contudo, Gus diz que quer Mike com ele porque sabe que Mike entende a necessidade de vingança de Gus.
Howard telefona para Jimmy e pergunta se ele considerou a sua oferta para se juntar à HHM; Jimmy afirma que ainda está pensando sobre o assunto. Jimmy como Saul cria atrasos no despejo de Everett Acker pelo Mesa Verde que incluem alterar o número da rua de Acker e alegar que os avisos de despejo são para o endereço errado, criar artefatos nativo-americanos falsos, plantar material radioativo de baixo nível no terreno envolta da casa e, por fim, fazer uma imagem de Jesus com spray na casa de Acker como se fosse um milagre para atrair centenas de turistas e fiéis religiosos. Kim tenta se afastar do caso alegando um conflito de interesses devido ao envolvimento de Jimmy, mas Kevin insiste em que ela permaneça. Quando as questões relacionadas ao caso de Acker chegam à Schweikart & Cokely, Kim as repassa aos associados da empresa, alegando que eles tem experiências que ela não possui. Enfrentando mais atrasos, Rich incentiva Kevin a seguir o plano de Kim de construir o call center do Mesa Verde em um local alternativo, mas Kevin exige veementemente o despejo de Acker.
Kim acaba se conformando com o despejo de Acker. Jimmy sugere que eles pudessem encontrar "sujeira" em Kevin e chantageá-lo com um compromisso, mas também aconselha a não fazê-lo. Kim decide avançar contra Kevin, e Jimmy concorda. Inicialmente Jimmy liga pra Mike para oferecer o trabalho, mas quando ele recusa, Jimmy contrata Sobchak (agora com o pseudônimo de Sr. X), que investiga a vida de Kevin e secretamente revista sua casa. Sobchak diz a Jimmy e Kim que sua busca na casa de Kevin não revelou nada prejudicial. Jimmy dispensa Sobchak de sua reunião em seu escritório no salão de beleza depois das recomendações semi-sérias de Sobchak sobre o que fazer a seguir, incluindo sequestro e assassinato. Kim olha para uma das fotos que Sobchak tirou dos quadros da casa e sorri, indicando que ela encontrou algo que pode usar contra Kevin. No dia seguinte, Rich sugere a Kim que ela saia temporariamente de todos os negócios do Mesa Verde, deduzindo corretamente que seu coração não está nele, mas ela se recusa furiosa.

## Produção
No podcast Better Call Saul Insider, o showrunner Peter Gould disse que as cenas de Mike nesse episódio foram parcialmente inspiradas no programa de televisão The Prisoner. Gould disse que, embora Mike não estivesse confinado na vila de Gus como acontece em The Prisoner, a ideia de ficar preso em um lugar e usá-lo como uma forma de auto-reflexão ajudou a afastar o personagem de Mike do que foi estabelecido em Better Call Saul em relação ao que o público conheceu dele em Breaking Bad, através do processo de Gus se abrindo para Mike revelando o seu lado mais pessoal, enquanto estava ao lado da fonte que remete memórias de Max ao Gus.

## Recepção

### Crítica
"Dedicado a Max" foi aclamado pela crítica especializada. De acordo com os dados agregados no Rotten Tomatoes, ele obteve uma classificação perfeita de 100% com uma pontuação média de 8.2 de 10 com base em 11 avaliações. O consenso crítico do site diz: "Está tudo se juntando em "Dedicado a Max", um capítulo repleto de chamadas de retorno que expande emocionalmente os personagens de Mike e Kim, com destaque para a performance de Rhea Seehorn."

### Audiência
"Dedicado a Max" foi assistido por 1.45 milhões de telespectadores em sua transmissão original nos Estados Unidos, indicando um aumento em relação ao índice de audiência do episódio exibido na semana anterior, que foi de 1.22 milhões.